# 沙里頓鎮區 (密蘇里州霍華德縣)
沙里頓鎮區（英語：Chariton Township）是位於美國密蘇里州霍華德縣的一個行政鎮區。

## 地方資料
沙里頓鎮區的面積為171.11平方千米，當中陸地面積為167.86平方千米，而水域面積為3.25平方千米。根據2020年美國人口普查的數據，當地共有人口1726人，而人口密度為每平方千米10.09人。